# イーヴァル・ヒュイトフェルト級フリゲート
イーヴァル・ヒュイトフェルト級フリゲート（デンマーク語: Fregatter af Iver Huitfeldt-klassen, 英: Iver Huitfeldt class frigate）は、デンマーク海軍のフリゲートの艦級。ニールス・ユール級コルベットの直接の後継艦として、アブサロン級多目的支援艦をベースとして開発されたが、防空艦としての任務が追加された。

## 設計
設計は2000年より着手されたが、設計完了は2006年までずれ込んだ。建造計画は2004年の国防合意に盛り込まれ、2006年12月20日に建造契約が締結された。ブロック工法が採用されており、一部のブロックはリトアニアおよびエストニアで建造された。設計は基本的にアブサロン級多目的支援艦をベースとしているが、戦闘艦であることから同級より正規戦志向が強く、甲板は1層削減された。
アブサロン級の最大速力は23ノットだが、これでは水上戦闘艦として不足であるため、主機の変更・強化が図られることになった。機種は同級と同じMTU 20V-M70ディーゼルエンジンだが、同級では2基で2軸を駆動する方式だったのに対して、本級では4基で2軸を駆動する方式とされた。なお推進器は可変ピッチプロペラとされるほか、バウスラスターも設置される。
なお本級では、物資輸送のため、20フィート型海上コンテナ（TEU）4個を搭載することができる。

## 装備
本級は、NAAWSを主たる武器システムとするシステム艦として構築されている。ただし戦術情報処理装置は国産のC-flexを採用した。
兵装の搭載にあたっては原型艦と同様にスタンダード・フレックス・コンセプトを適用されており、上部構造物前方および中部に兵装モジュール計5基の搭載スペースが確保されている。このうち、上部構造物前方のモジュールは竣工当初は空所とされていたが、後に76mm単装速射砲が搭載された。一方、中部にはESSM艦対空ミサイル用のMk.56 VLS（12セル）2基とSM-2艦対空ミサイル用のMk.41 VLS（32セル）1基、ハープーン艦対艦ミサイルの4連装発射筒2基が搭載される。なお艦対艦ミサイルについては、ウクライナに供与されたハープーンの代替として、2025年3月にNSMの発注が公表されている。
その他、艦首甲板に76mm単装速射砲、後部上部構造物上にミレニアム 35mmCIWS、また艦中部両舷にもMU90短魚雷用の短魚雷連装発射管が1基ずつ搭載されるが、このうち艦首甲板の砲は62口径5インチ単装砲への後日換装も考慮されている。

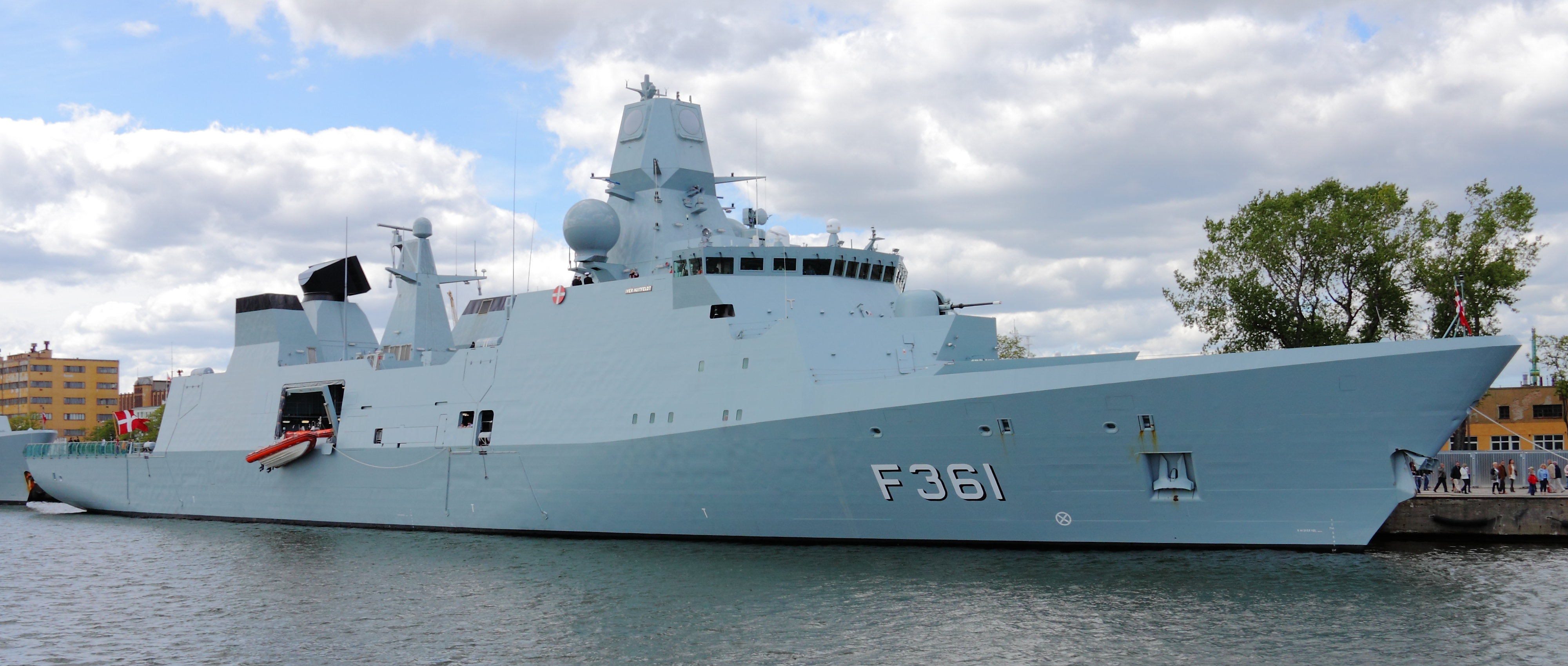
就役直後の「イーヴァル・ヒュイトフェルト」。艦首甲板の砲は未設置である。
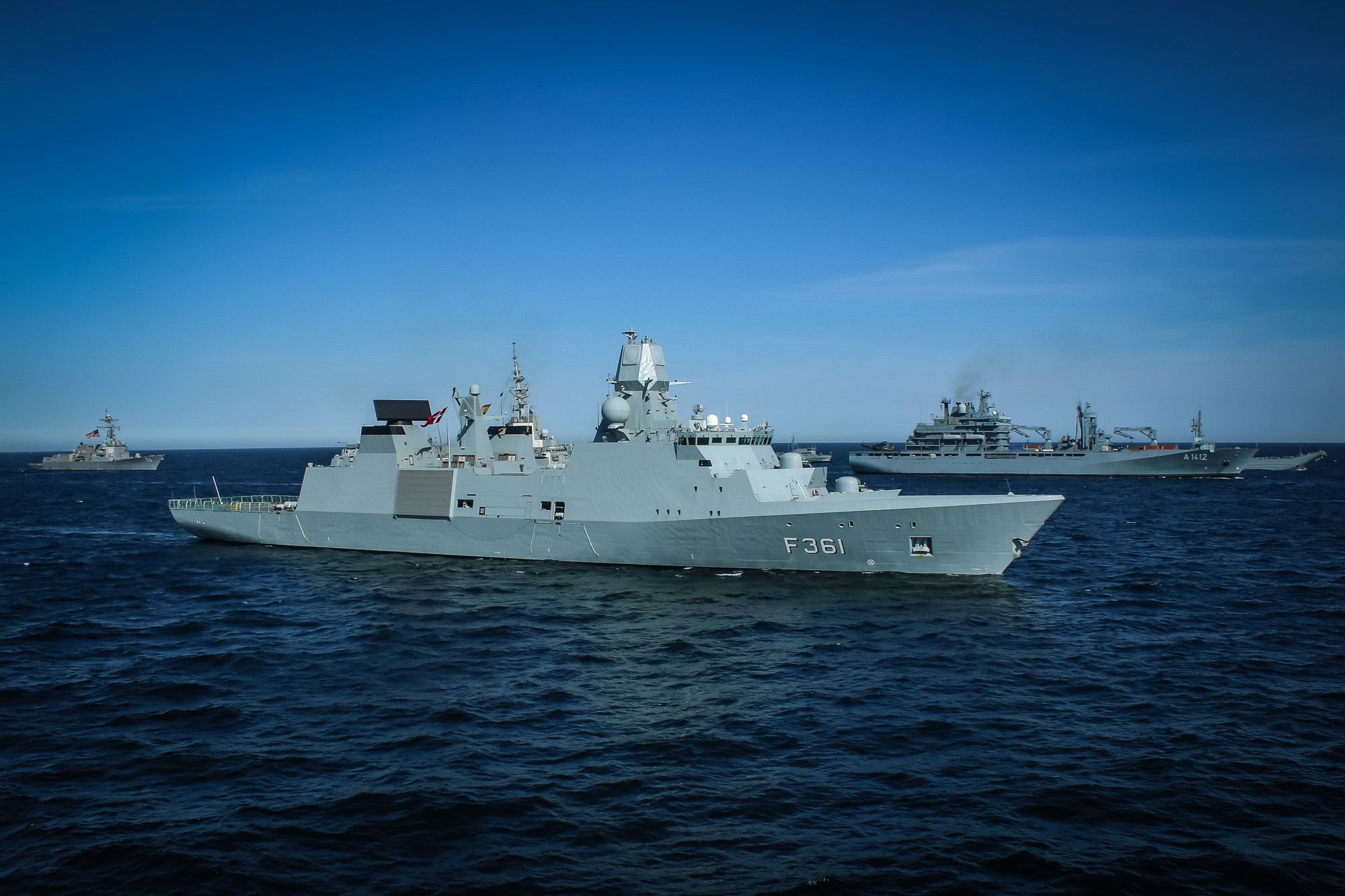
2018年の「イーヴァル・ヒュイトフェルト」の艦影。艦首甲板にも砲が設置されている。

## 同型艦

### 一覧表
| 艦番号 | 艦名                                            | 造船所           | 起工            | 進水            | 就役           |
| ------ | ----------------------------------------------- | ---------------- | --------------- | --------------- | -------------- |
| F361   | イーヴァル・ヒュイトフェルト KDM Iver Huitfeldt | オーデンセ造船所 | 2008年 6月2日   | 2010年 3月11日  | 2011年 1月21日 |
| F362   | ピーダ・ヴィレモース KDM Peter Willemoes        | オーデンセ造船所 | 2009年 3月12日  | 2010年 12月21日 | 2011年 6月22日 |
| F363   | ニルス・ユール KDM Niels Juel                   | オーデンセ造船所 | 2009年 12月22日 | 2010年 12月21日 | 2011年 11月7日 |

### 運用史
フーシ派による攻撃から船舶を保護するためのアメリカ主導の繁栄の守護者作戦に派遣された「イーヴァル・ヒュイトフェルト」は、2024年3月9日、 紅海上空でフーシ派の無人機を4機を撃墜した。しかし、タレス製APARレーダーとC-FLEX戦闘システムとの連携不具合により、40分間ESSM対空ミサイルを発射できず、76mm速射砲で迎撃を試みたが、砲弾の半分が発射直後に艦の近くで早期爆発するなど複数の技術的トラブルが確認された。